# USS Evans (DE-1023)
El USS Evans (DE-1023) fue un destructor de escolta clase Dealey de la Armada de los Estados Unidos.

## Historia
Tenía un desplazamiento de 1877 t a plena carga, 96 m de eslora total, 11,2 m de manga y 3,6 m de calado. Estaba propulsado por una turbina de engranajes y dos calderas, pudiendo alcanzar los 27 nudos de velocidad. Su armamento eran cuatro cañones de calibre 76 mm y un sistema antisubmarino RUR-4 Weapon Alpha.
Fue botado el 14 de septiembre de 1955 por el astillero Puget Sound Bridge and Dredging Co. de Seattle, siendo su madrina H. Hendrickson. Y entró al servicio el 14 de junio de 1957 bajo el mando del teniente comandante H. F. Wiley. Su nombre Evans homenajea al comandante Ernest Edwin Evans (1908-1944), fallecido en el hundimiento del destructor USS Johnston que comandaba el 25 de octubre de 1944, durante la batalla del Golfo de Leyte. Anteriormente, otros dos buques se habían llamado igual —el DD-78 y el DD-552— pero en honor al contraalmirante Robley Dunglison Evans.
El buque llegó a su apostadero en San Diego el 4 de agosto de 1957 e inició sus primeras operaciones en la Costa Oeste. Del 21 de enero al 27 de junio de 1958, operó bajo el mando del Commander Naval Forces Marianas para desempeñar tareas en el Territorio en Fideicomiso de las Islas del Pacífico. Luego, visitó Japón, Hong Kong y Filipinas e hizo unas prácticas con la Armada de la República de Corea.
Durante su segundo viaje al Extremo Oriente, del 8 de enero al 13 de junio de 1959, el Evans estuvo en el golfo de Leyte para honrar la memoria del comandante Evans.
Fue retirado el 3 de diciembre de 1973.